# Джасмин Кресуел
Джасмин Кресуел (на английски: Jasmine Cresswell) е британска писателка, авторка на бестселъри в жанровете исторически и съвременен романс и романтичен трилър. Писала е и под псевдонима Джасмин Крейг (на английски: Jasmine Craig) през 1982 – 1989 г.

## Биография и творчество
Джасмин Розмари Кресуел Кандлиш е родена през 1941 г. в Уелс. След завършването на гимназията учи във френския лицей „Шарл де Гол“ в Лондон и го завършва с диплома по технически френски и немски език.
Започва да работи за Британското външно министерство първоначално в посолството в Рио де Жанейро, Бразилия. Там среща съпруга си Малкълм Кандлиш, маркетинг директор на фармацевтична компания. След една година отлитат за Англия, за да сключат брак, а на следващия ден отлитат за Ню Йорк. Двамата са живели по цял свят, първоначално в САЩ, после в Австралия, за кратко в Хонг Конг и Сингапур, после отново в САЩ, в Канада, и накрая се установяват за постоянно в САЩ. Имат четири деца и много внуци.
Докато работи по света, продължава да учи различни науки – получава бакалавърска степен по история и философия от Университета в Мелбърн, Австралия, втора степен по история от Университета „Макуори“ в Сидни, Австралия, и магистърска степен по история и архивистика от Университета „Кейс Уестърн Ризърв“ в Кливланд, Охайо.
Докато живеят в Торонто, Канада, съпругът ѝ получава поръчка от издателство „Harlequin“ да направи проучване на пазара, като с това получава и селекция от романтични романи като подарък за нея. Той не завършва проучването си, но тя започва да чете романси и е запленена от тях, макар да ѝ се струват доста еднотипни.
Едновременно с това осъзнава, че би могла да опита да пише самата тя, с което ще е независима от кариерата на съпруга си и честите прехвърляния по света. Започва да пише романси през 1975 г. с герои, които са зрели и равнопоставени в сюжета. Постепенно това става смисъл на живота ѝ, а първият ѝ романс, „Forgotten Marriage“, е публикуван през 1977 г.
Произведенията на писателката често са в списъците на бестселърите на „Ню Йорк Таймс“. Те са преведени на 17 езика и са отпечатани в над 18 милиона екземпляра в 27 страни по света. Има многобройни номинации и награди за своите романси.
Джасмин Кресуел е била лектор на много писателски семинари и конференции. Тя се счита за ветеран от ток-шоута и новинарски предавания, и има много интервюта във вестниците в САЩ. Била е две години редактор на „Romance Writer's Report“ – националния вестник на Асоциацията на писателите на романси на Америка, президент на организацията на писателите „Роки Маунтин“, съосновател и бивш президент на „Novelists, Inc“.
Джасмин Кресуел живее със съпруга си през зимата в Сарасота, Флорида, а през лятото в Евъргрийн, Колорадо.

## Произведения

### Като Джасмин Кресуел

#### Самостоятелни романи
- Forgotten Marriage (1977)
- The Substitute Bride (1978)
- The Abducted Heiress (1978)
- The Rossiter Arrangement (1979)
- Tarrisbroke Hall (1979)
- The Blackwood Bride (1980)
- Caroline (1980)
- The Danewood Legacy (1981)
- The Reluctant Viscountess (1981)
- Lord Carrisford's Mistress (1982)
- The Princess (1982)
- Mixed Doubles (1983)
- Lord Rutherford's Affair (1984)
- Traitor's Heir (1984)
- Master Touch (1985)
- The Moreton Scandal (1986)
- Hunter's Prey (1986)
- Undercover (1986)
- Chase the Past (1987)
- Free Fall (1988)
- Charades (1989)
- Love for Hire (1992)
Любов назаем, изд. „Арлекин България“ (1995), прев. Теодора Котева
- House Guest (1992)
- The Devil's Envoy (1992)
- Nowhere to Hide (1992)
- Empire of the Heart (1993)
- The Perfect Bride (1993)
Мечтаната годеница, изд. „Арлекин България“ (1994), прев. Борис Дамянов
- Keeping Secrets (1993)
- To Catch the Wind (1993)
- Marriage on the Run (1994)
- Timeless (1994)
- Edge of Eternity (1994)
- Desires and Deceptions (1995)
- Prince of the Night (1995)
- Midnight Fantasy (1996)
- Shattered Vows (1996)
- No Sin Too Great (1996)
- Secret Sins (1997)
- I Do, Again (1997)
- He Said, She Said (1997) – с Маргарет Сейтджордж
- The Daughter (1998)
- The Disappearance (1999)
- The Inheritance (2000)
- The Refuge (2000)
- The Conspiracy (2001)
- The Third Wife (2002)
- Dead Ringer (2003)
- The DeWilde Affair (2004)
- Private Eyes (2004)

#### Серия „Първа част“ (Unit One)
1. Decoy (2004)
2. Full Pursuit (2004)
3. Final Justice (2005)

#### Серия „Гарвана“ (Raven)
1. Missing (2007)
2. Suspect (2007)
3. Payback (2007)

#### Участие в общи серии с други писатели

##### Серия „Правосъдие от делтата“ (Delta Justice)
1. Contract: Paternity (1997)
от серията има още 11 романа от различни автори

##### Серия „Чистокръвен Тексас“ (Trueblood Texas)
6. His Brother's Fiancee (2001)
от серията има още 25 романа от различни автори

##### Серия „Поверително от Колорадо“ (Colorado Confidential)
5. Private Eyes (2003) – разказ
от серията има още 10 романа от различни автори

##### Серия „Повече от думи“ (More Than Words)
2. More Than Words, Volume 2 (2005) – с Бевърли Бартън, Джули Елизабет Лето, Деби Макомбър и Шарън Сала
от серията има още 6 романа от различни автори

#### Сборници
- Marriage by Design (1994) – с Маргарет Читъндън, Гленда Сандърс и Кати Гилън Такър
- Marry Me... Again ! (1994) – със Сюзън Симс и Ребека Уинтърс
- Always and Forever (1995) – с Бетани Кембъл и Деби Макомбър
- Rakes and Rascals (1995)
- Part of the Bargain / Undercover / Free Fall / Bayou Moon / Trail by Fire (2002) – с Линда Лейл Милър и Ребека Йорк
- Marriage on the Run / The Little Matchmaker (2002) – с Мюриел Йенсен
- Everybody's Talking (2003) – с Мари Ферарела и Джейн Ан Кренц
- The Trouble with Love (2003) – с Кристин Гейбриъл
- Veils of Deceit (2003) – с Б. Дж. Даниелс
- It's a Wonderful Christmas (2007) – с Колийн Колинс и Катлийн Лонг
- Dead Wrong / Vagabond Hearts / Private Eyes (2008) – с Боби Хътчинсън и Джанис Кей Джонсън

### Като Джасмин Крейг

#### Самостоятелни романи
- Runaway Love (1982)
- Tender Triumph (1982)
- Stormy Reunion (1982)
- Imprisoned Heart (1983)
- Refuge in His Arms (1984)
- Surprised by Love (1984)
- Under Cover of Night (1984)
- Dear Adam (1985)
- One Step to Paradise (1986)
- For Love of Christy (1987)
- The Devil's Envoy (1988)
- Knave of Hearts (1988)
- Empire of the Heart (1989)